# Sistema endócrino
O sistema endócrino é um sistema mensageiro que compreende loops de retroalimentação dos hormônios liberados pelas glândulas internas de um organismo diretamente no sistema circulatório, regulando órgãos-alvo distantes. Nos vertebrados, o hipotálamo é o centro de controle neural de todos os sistemas endócrinos. Nos seres humanos, as principais glândulas endócrinas são a tireoide, a paratireoide, a hipófise, a pineal, os testículos (masculino), os ovários (feminino) e as suprarrenais. O hipotálamo, o pâncreas e o timo também funcionam como glândulas endócrinas, entre outras funções. Outros órgãos, como os rins, também desempenham papéis no sistema endócrino, secretando certos hormônios. O estudo do sistema endócrino e seus distúrbios é conhecido como endocrinologia.
Glândulas que sinalizam umas às outras em sequência são muitas vezes referidas como um eixo, como o eixo hipotálamo-pituitária-adrenal. Além dos órgãos endócrinos especializados mencionados acima, muitos outros órgãos que fazem parte de outros sistemas do corpo têm funções endócrinas secundárias, incluindo ossos, rins, fígado, coração e gônadas. Por exemplo, o rim secreta o hormônio endócrino eritropoietina. Os hormônios podem ser complexos de aminoácidos, esteroides, eicosanoides, leucotrienos ou prostaglandinas.
O sistema endócrino pode ser comparado a ambas as glândulas exócrinas, que secretam hormônios para o exterior do corpo, e à sinalização parácrina entre as células em uma distância relativamente curta. As glândulas endócrinas não possuem ductos, são vasculares e comumente possuem vacúolos ou grânulos intracelulares que armazenam seus hormônios. Em contraste, as glândulas exócrinas, como as glândulas salivares, as glândulas sudoríparas e as glândulas do trato gastrointestinal, tendem a ser muito menos vascularizadas e possuem ductos ou um lúmen oco. A endocrinologia é um ramo da medicina interna.

## Significado clínico

### Doença

Esperança de vida corrigida pela incapacidade para distúrbios endócrinos por 100.000 habitantes em 2002.
sem dados
menos de 80
80–160
160–240
240–320
320–400
400–480
480–560
560–640
640–720
720–800
800–1000
mais de 1000

Doenças endócrinas são comuns, incluindo condições como diabetes mellitus, doenças da tireoide e obesidade. A doença endócrina é caracterizada por liberação hormonal desregulada (um adenoma hipofisário produtivo), resposta inadequada à sinalização (hipotireoidismo), falta de uma glândula (diabetes mellitus tipo 1, eritropoiese diminuída na insuficiência renal crônica) ou aumento estrutural em um local crítico, como tireoide (bócio multinodular tóxico). A hipofunção das glândulas endócrinas pode ocorrer como resultado da perda de reserva, hiposecreção, agenesia, atrofia ou destruição ativa. A hiperfunção pode ocorrer como resultado de hipersecreção, perda de supressão, alteração hiperplásica ou neoplásica ou hiperestimulação.
As endocrinopatias são classificadas como primárias, secundárias ou terciárias. A doença endócrina primária inibe a ação das glândulas a jusante. A doença endócrina secundária é indicativa de um problema com a glândula pituitária. A doença endócrina terciária está associada à disfunção do hipotálamo e de seus hormônios liberadores.
Como a tireoide e os hormônios foram implicados na sinalização de tecidos distantes para proliferar, por exemplo, o receptor de estrogênio demonstrou estar envolvido em certos cânceres de mama. A sinalização endócrina, parácrina e autócrina tem sido implicada na proliferação, uma das etapas necessárias da oncogênese.
Outras doenças comuns que resultam da disfunção endócrina incluem a doença de Addison, a doença de Cushing e a doença de Graves. A doença de Cushing e a doença de Addison são patologias que envolvem a disfunção da glândula adrenal. A disfunção na glândula adrenal pode ser devida a fatores primários ou secundários e pode resultar em hipercortisolismo ou hipocortisolismo. A doença de Cushing é caracterizada pela hipersecreção do hormônio adrenocorticotrófico (HACT) devido a um adenoma hipofisário que acaba causando hipercortisolismo endógeno por estimulação das glândulas adrenais. Alguns sinais clínicos da doença de Cushing incluem obesidade, cara de lua cheia e hirsutismo. A doença de Addison é uma doença endócrina que resulta do hipocortisolismo causado pela insuficiência da glândula adrenal. A insuficiência adrenal é significativa porque está relacionada com a diminuição da capacidade de manter a pressão arterial e o açúcar no sangue, um defeito que pode ser fatal.
A doença de Graves envolve a hiperatividade da glândula tireóide, que produz os hormônios T3 e T4. Os efeitos da doença de Graves variam de suor excessivo, fadiga, intolerância ao calor e pressão alta até inchaço dos olhos que causa vermelhidão, inchaço e, em casos raros, visão reduzida ou dupla.

## Outros animais
Um sistema neuroendócrino foi observado em todos os animais com sistema nervoso e todos os vertebrados têm um eixo hipotálamo-hipófise. Todos os vertebrados têm uma tireoide, que em anfíbios também é crucial para a transformação de larvas em forma adulta. Todos os vertebrados têm tecido de glândula adrenal, com os mamíferos únicos em tê-lo organizado em camadas. Todos os vertebrados têm alguma forma de eixo renina-angiotensina, e todos os tetrápodes têm aldosterona como mineralocorticoide primário.

## Galeria

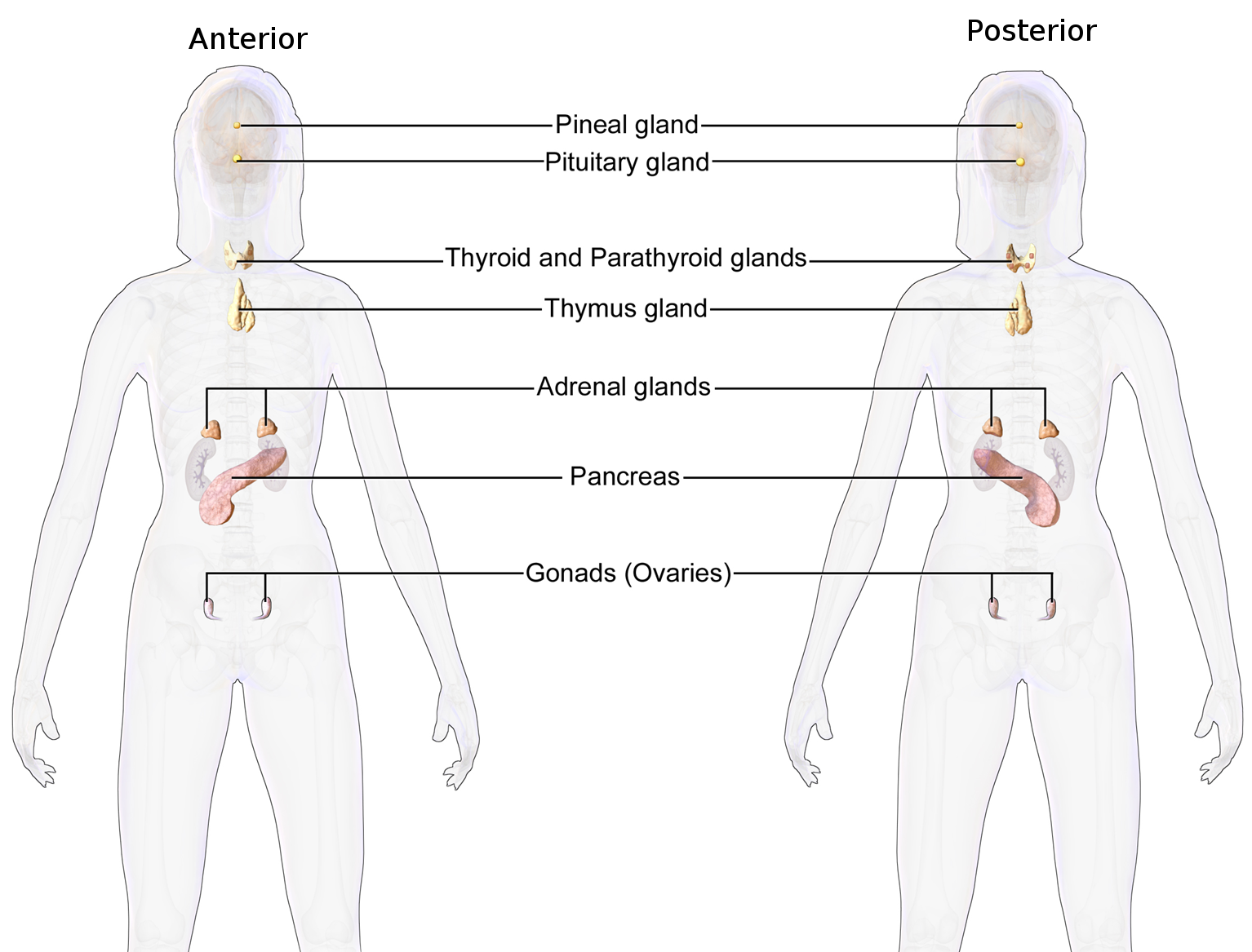
Sistema endócrino feminino
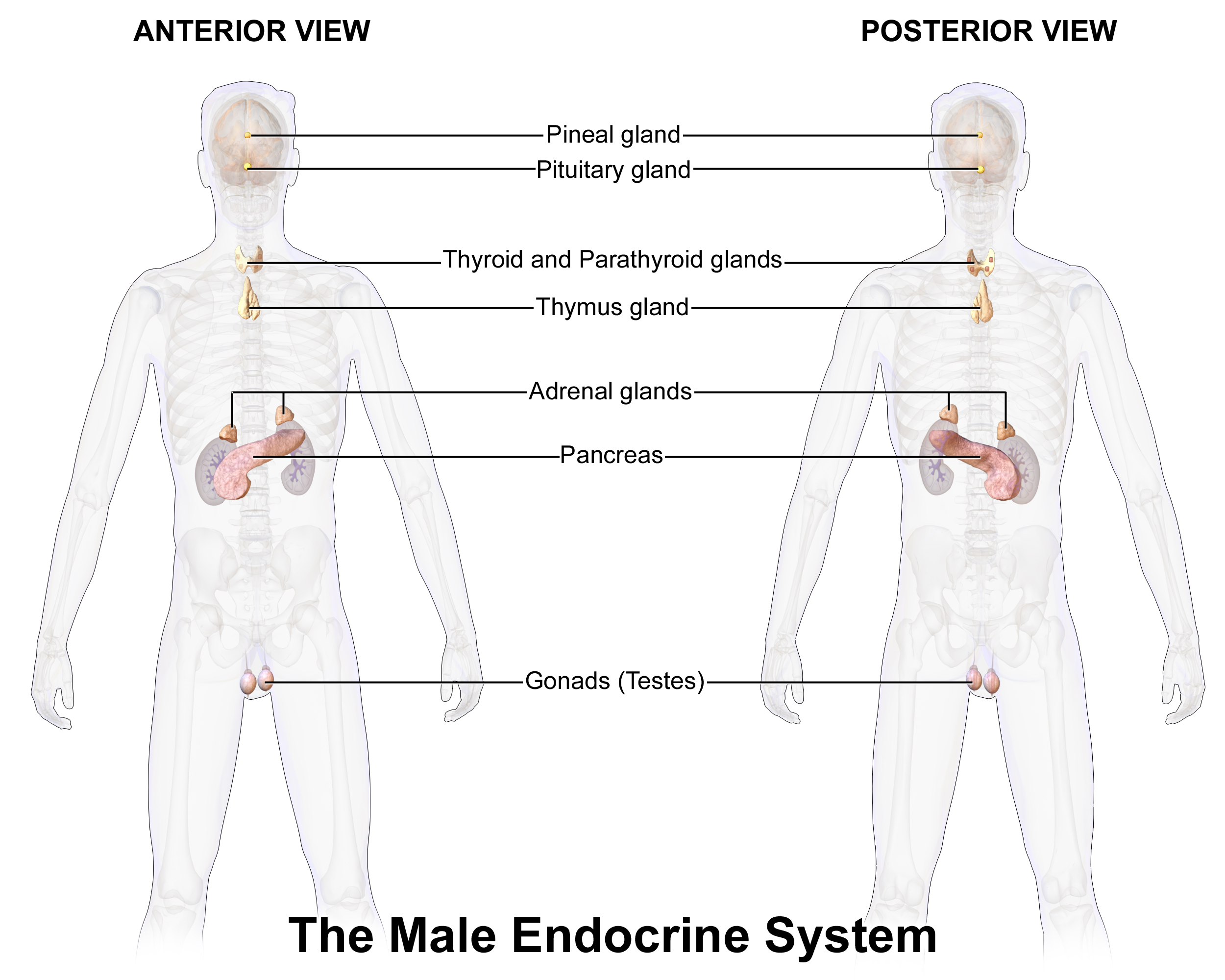
Sistema endócrino masculino